# Valdemar Törsleff & Co
Valdemar Törsleff & Co (Valdemar Tørsleff & Co) är ett danskt bolag som tillverkar produkter för syltning, bakning och kokning. Bland bolagets mest kända produkter hör Atamon. Bolaget grundades av Valdemar Törsleff och Victor B. Strand 1923. Till en början importerade man teer, kakao och kryddning men efterhand utökades verksamheten. Victor B. Strand köpte 1941 Toms. 2001 såldes Törsleffs av Tomskoncernen till Haugen-gruppen.